# Успенский сельский округ (Московская область)
Успенский сельский округ — упразднённая административно-территориальная единица, существовавшая на территории Одинцовского района Московской области в 1994—2006 годах.
Успенский сельсовет был образован в первые годы советской власти. По данным 1919 года он входил в состав Аксиньинской волости Звенигородского уезда Московской губернии.
19 декабря 1922 года Успенский с/с был передан в Перхушковскую волость.
В 1927 году из Успенского с/с был выделен Борковский с/с.
В 1926 году Успенский с/с включал деревни Борки, Бузаево и Успенское.
В 1929 году Успенский сельсовет вошёл в состав Звенигородского района Московского округа Московской области. При этом к нему были присоединены Борковский и Молоденовский с/с.
25 января 1952 года их Успенского с/с в Назарьевский было передано селение Молоденово.
14 июня 1954 года к Успенскому с/с был присоединён Уборовский сельсовет.
7 декабря 1957 года Звенигородский район был упразднён и Успенский с/с был передан в Кунцевский район.
28 июля 1960 года в связи с упразднением Кунцевского района Успенский с/с был передан в восстановленный Звенигородский район.
1 февраля 1963 года Звенигородский район был упразднён и Успенский с/с вошёл в Звенигородский сельский район. 11 января 1965 года Успенский с/с был передан в новый Одинцовский район.
3 февраля 1994 года Успенский с/с был преобразован в Успенский сельский округ.
В ходе муниципальной реформы 2004—2005 годов Успенский сельский округ прекратил своё существование как муниципальная единица. При этом все его населённые пункты были переданы в сельское поселение Успенское.
29 ноября 2006 года Успенский сельский округ исключён из учётных данных административно-территориальных и территориальных единиц Московской области.